# XVII SS Korps
Het XVII SS-Legerkorps (Duits: XVII. Waffen-Armeekorps der SS (ungarisches)) was een Duits legerkorps van de Waffen-SS tijdens de Tweede Wereldoorlog.  Het korps bestond enkel op papier.

## Krijgsgeschiedenis XVII SS-legerkorps
Op 1 januari 1945 werd het XVII. Waffen-Armeekorps der SS opgericht om de training en opleiding van Hongaarse vrijwilligers voor de Waffen-SS te coördineren.  Zodra de 25e Waffen-Grenadier-Division der SS Hunyadi en de 26e Waffen-Grenadier-Division der SS op volle sterkte zouden zijn, was het de bedoeling dat ze XVII. Waffen-Armeekorps der SS zouden vormen.  Beide Hongaarse divisies werden echter nooit volledig operationeel en na de Slag om Neuhammer werd het korps omgevormd naar het 17. Waffen-Armeekorps der SS dat alleen bestond op papier.

## Commandanten
| Rang                                                      | Naam               | Begin                           | Eind                               |
| --------------------------------------------------------- | ------------------ | ------------------------------- | ---------------------------------- |
| Waffen-Obergruppenführer der SS en Generaal der Waffen-SS | Franz Zeidner      | 1 januari 1945 - maart 1945     | 12 februari 1945 - april 1945      |
| Waffen-Obergruppenführer der SS en Generaal der Waffen-SS | Eugen Ranzenberger | 4 februari 1945 - 20 maart 1945 | maart 1945/april 1945 - 2 mei 1945 |

Zowel Franz Zeidner, geboren als Ferenc Czeydner, als Eugen Ranzenberger, geboren als Jeno Ruszkay, waren voormalige generaals van het Hongaarse leger.  Omdat ze geen lid waren van de Algemeine-SS, die niet bestond in Hongarije, had Reichsführer Heinrich Himmler hen enigszins afwijkende militaire rangen gegeven.

## Stafchef[1]
| Rang                            | Naam        | Begin      | Eind       |
| ------------------------------- | ----------- | ---------- | ---------- |
| Waffen-Oberführer der Waffen-SS | László Deák | Maart 1945 | 2 mei 1945 |

## Samenstelling[3]
- 25. Waffen-Grenadier-Division der SS „Hunyadi“ (ung.Nr.1)
- 26. Waffen-Grenadier-Division der SS „Hungaria“(ung.Nr.2)
- SS-Nachrichten-Abteilung 117
- SS-Flak-Abteilung 117
- SS-Korps-Sicherungs-Kompanie 117